# Mia Matthes
Mia Matthes, nacida como Mariette Gauthier, (Montreal, 1920 – Ibid., 26 de noviembre de 2010) fue una fotógrafa canadiense. Su nombre también aparece como Mia (sin más) o como Mariette Poulin.

## Trayectoria
En 1952, se casó con Klaus Matthes, un inmigrante alemán con quien empezó a fotografiar paisajes rurales y urbanos en Canadá bajo el nombre "Mia y Klaus". Fundaron un estudio comercial en Montreal en 1958. La pareja publicó varios libros con su trabajo, y sus fotografías fueron expuestas en la Exposición Internacional de Vancouver (1986). Ella también enseñó diseño de moda en la École ménagère provincial de Montreal.
Mia Matthes era fotógrafa, ilustradora y autora. Fotografió la arquitectura y los paisajes de Quebec y de otras partes del mundo. Mia y Klaus trabajaron juntos y realizaron fotografías que muchos describen como capturas de una habilidad impresionante y un encanto romántico. Se han valorado particularmente las técnicas de color y luz que utilizaban para fotografiar paisajes en diferentes lugares de Canadá y del mundo. Junto a las imágenes, Mia adjuntó citas de poesía, algunas de Gatien Lapointe, a las descripciones.
En 1998, Matthes y su marido fueron nombrados Chevaliers de la Orden Nacional de Quebec.
Una de sus colecciones más celebradas fue la de Quebec. Mia fue la presidenta de la Asociación Provincial de Fotógrafos de Quebec. No mucho tiempo después de que Mia y Klaus fueran nombrados Caballeros, Klaus murió en 1999 y Mia continuó fotografiando hasta que murió en 2010, con 90 años. Antes de su fallecimiento completó su último libro, una colección de trabajos realizados a lo largo de 50 años.

## Obra
- 1981 – Quebec. McClelland and Stewart. ISBN 978-0771058677.
- 1984 – The St. Lawrence. Libre Expression/Art Global.
- 1991 – Mia and Klaus - Wide Lanscapes of Quebec.